# Marseille XII beach-soccer
Marseille 12e Beach Soccer est un club français de beach soccer basé à Marseille.
Il remporte son premier championnat de France en 2010.

## Histoire
Le club de Marseille 12e Beach Soccer est fondé le 17 février 2010 par Didier Samoun, international français de beach soccer. Les joueurs s’entraînent alors au CREPS d'Aix-en-Provence, faute de terrains.
Avec plusieurs joueurs de l'équipe de France de beach soccer dans ses rangs, il remporte la première édition du championnat de France dès l'été 2010, face aux réunionnais du Saint-Pauloise FC (7-2). L’équipe marseillaise a dans ses rangs des joueurs de l’équipe de France : Sébastien Pérez, Rémy Ruiz, Noël Sciortino et Jean-Marc Édouard.
Lors de l'édition 2011, le club obtient facilement l'une des deux premières places départementales qualificatives pour la suite de la compétition. En quart-de-finale de la finale nationale, le MXII mène 5-0 face à l'ES Joeuf après l'ouverture du score de Sciortino, mais voit son adversaire revenir à deux longueurs (6-4) avant que Pérez ne permette la qualification (8-4). En demi-finale, le club élimine Palavas (4-3), menant 3-0 après six minutes grâce à Pérez et Édouard. En finale contre Montredon-Bonneveine, le MXII mène rapidement 3-0 grâce à un doublé de Ludovic Heidelberger et un but de Pérez, mais voit son adversaire recoller lors du second tiers-temps puis égaliser dans la dernière période (3-3). Didier Samoun redonne l'avantage mais le SCMB égalise obligeant à jouer les prolongations, où le MXII est mené pour la première fois du match et s'incline (6-4 a. p.).
En 2012, malgré sa qualification pour la phase nationale, le club décide de ne pas participer au Championnat de France 2012 en raison de l'état de santé du frère d'un joueur de l'équipe. Plus tard dans l’année, l'équipe remporte le premier Challenge européen.
Lors de l'année 2013, le Marseille XII doit être sacré champion de Provence pour espérer participer au challenge inter-régional, mais se confronte au nouveau Marseille Beach Team.
En 2014, le Marseille XII obtient un des deux tickets qualificatifs de la phase départementale pour le tour régional. En finale de la Ligue de la Méditerranée, le club se qualifie pour le National Beach Soccer. L'équipe y débute facilement contre le FC Kindwiller (10-5) avec un triplé de Noto Campanella et deux doublés de Mendy et Samoun. Elle bat ensuite l'UJS Toulouse 31 (5-2) puis l'ÉSOF La-Roche-sur-Yon (6-0) et sa qualifie pour la finale contre le Montpellier HBS. Le club marseillais remporte son second titre (5-4).

## Palmarès
- Championnat de France de beach soccer (2)
  - Champion en 2010 et 2014
  - Finaliste en 2011

## Personnalités passées au club

### Dirigeants
L'international français de beach soccer Didier Samoun fonde le club dont il devient le premier président.
Willy Rastoll est l'entraîneur en 2014.

### Joueurs
Le club remporte la première édition du championnat de France en 2010 avec, dans ses rangs, des joueurs de l'équipe de France de beach soccer parmi lesquels Sébastien Pérez, Rémy Ruiz, Noël Sciortino et Jean-Marc Édouard.
En 2011, le groupe est toujours composé de ces quatre internationaux auxquels s'ajoutent des joueurs de football traditionnel (Cardillo, Ludovic Heidelberger, Benchaa et Aveline).
Pour l'année 2012, l'ancien professionnel Mickaël Pagis rejoint le club à la demande de Didier Samoun, mais l'équipe déclare forfait.
En 2013, l'international Grégory Iborra rejoint l'équipe. Thomas Deruda et Thierry Noto Campanella rejoignent aussi le groupe.
Pour 2014, le groupe de Samoun est presque entièrement reconduit avec notamment Lisei, Sansoni, Galley ou encore Noto Campanella. Pour le National Beach soccer 2014, Sansoni, Galley et Ruiz déclarent forfait et Nasser Boucenna est invité en renfort.
| Années | Effectifs                                                                                       |
| ------ | ----------------------------------------------------------------------------------------------- |
| 2013   | Buonomano - Samoun, Sansoni, Noto Campanella, Mendy, Iborra, Deruda                             |
| 2014   | Rastoll, Buonomano - Benchaa, Constant, Samoun, Lauthe, Noto Campanella, Mendy, Lisei, Boucenna |